# Wapno sodowane

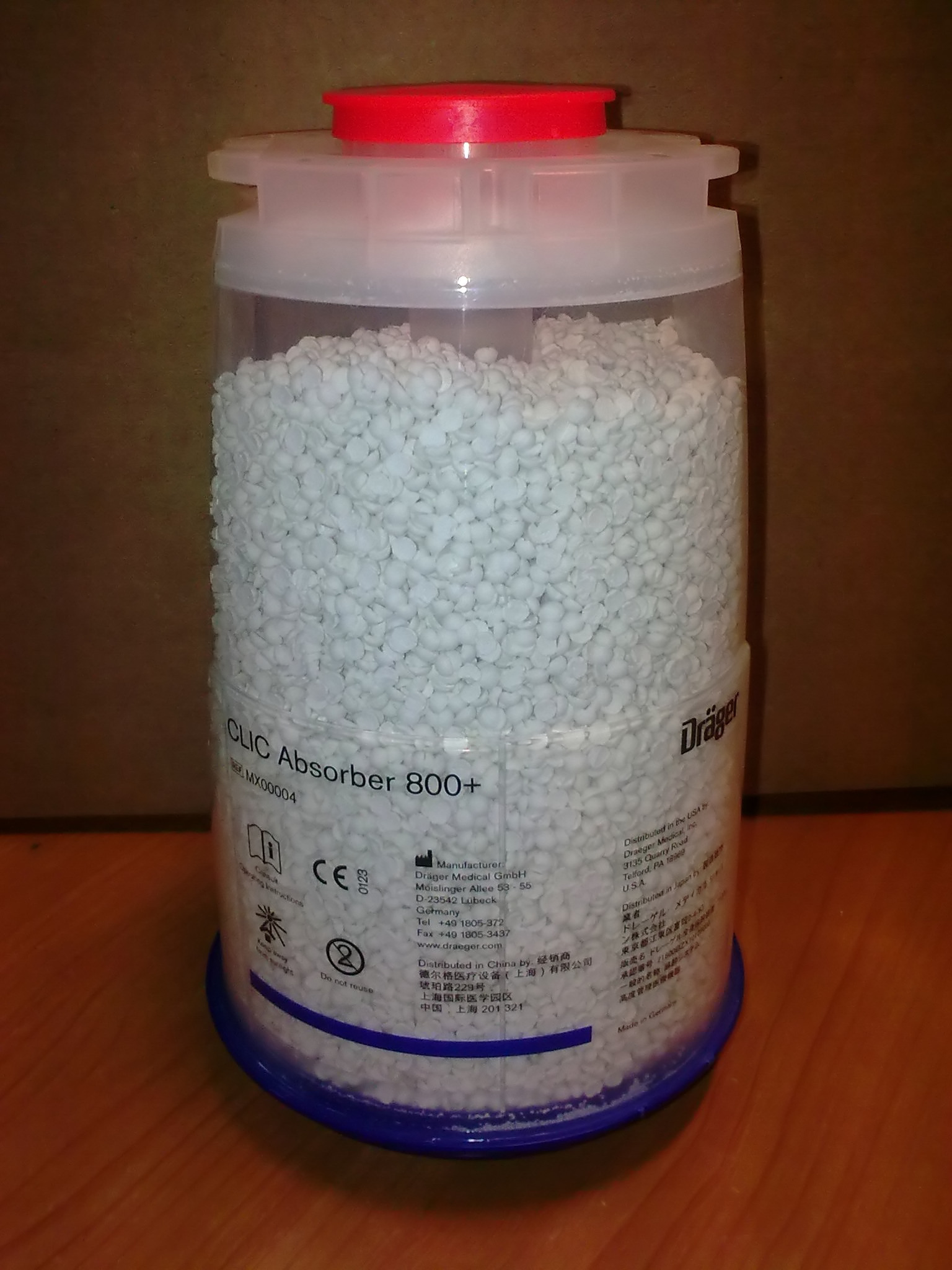
Pojemnik z granulowanym wapnem sodowanym firmy Drägerwerk stosowany jako absorbent CO2 w aparaturze anestezjologicznej

Wapno sodowane – mieszanina wodorotlenku sodu (NaOH) i wodorotlenku wapnia (Ca(OH)
2) otrzymywana z tlenku wapnia i wodnego roztworu wodorotlenku sodu. W zależności od zastosowania może zawierać również wodę, wodorotlenek potasu, substancje zapobiegające tworzeniu się pyłów i zwiększające porowatość (krzemionka, ziemia okrzemkowa, zeolity) czy wskaźniki pH (wskazujące na stopień zużycia materiału, np. fiolet etylowy, żółcień tytanowa).
Wapno sodowane stosowane jest jako absorbent dwutlenku węgla, m.in. w respiratorach anestezjologicznych do znieczulenia ogólnego w celu zapobiegania hiperkapnii czy też w urządzeniach oddechowych do nurkowania. Zdolność absorpcji wynosi ok. 25 l CO
2 na 100 g wapna sodowanego. Reakcje zachodzące podczas pochłaniania dwutlenku węgla można zapisać jako:
CO
2 + H
2O → H
2CO
3
2NaOH + H
2CO
3 → Na
2CO
3 + 2H
2O
Na
2CO
3 + Ca(OH)
2 → CaCO
3 + 2NaOH